# Satelitní navigace
Satelitní navigace či globální družicový polohový systém (zkratka GNSS z anglického Global Navigation Satellite System) je služba umožňující za pomoci družic autonomní prostorové určování polohy s celosvětovým pokrytím. Uživatelé této služby používají malé elektronické rádiové přijímače, které na základě odeslaných signálů z družic umožňují vypočítat jejich polohu s přesností na desítky až jednotky metrů. Přesnost ve speciálních nebo vědeckých aplikacích může být až několik centimetrů až milimetrů. Satelitní navigační systémy fungují nezávisle na telefonním nebo internetovém připojení, ačkoli tyto technologie mohou zvýšit hodnotu získaných informací o poloze.
Jako globální systém s celosvětovým pokrytím funguje americký GPS (Global Positioning System), ruský GLONASS (Глоба́льная навигацио́нная спу́тниковая систе́ма), evropský Galileo a čínský BeiDou. Japonský Quasi-Zenith Satellite System je rozšíření systému založeného na družicích GPS, který má zvýšit jeho přesnost, přičemž satelitní navigace nezávislá na GPS je plánována na rok 2023. Regionální indický IRNSS (Indický regionální navigační družicový systém) plánuje v dlouhodobém horizontu rozšíření na globální verzi.

## Přehled globálních družicových polohových systémů
| název                            | výchozí princip měření | stát    | vypouštění družic | globální zprovoznění | globální zprovoznění | počet družic na polární dráze+záloha | počet družic na polární dráze+záloha | inklinace | počet polárních drah | výška orbitu [km]      | doba oběhu [hh.mm] |
| název                            | výchozí princip měření | stát    | vypouštění družic | spuštění             | plná funkčnost       | plánovaný                            | ve službě                            | inklinace | počet polárních drah | výška orbitu [km]      | doba oběhu [hh.mm] |
| -------------------------------- | ---------------------- | ------- | ----------------- | -------------------- | -------------------- | ------------------------------------ | ------------------------------------ | --------- | -------------------- | ---------------------- | ------------------ |
| Transit                          | doppler.               | USA     | 1959–1988         |                      |                      | 3+3                                  | 0 ref                                | 67°       | 3                    | 1 100 LEO              | 01.46              |
| Parus (Cyklon, Zaliv, Cikada-M)  | doppler.               | SSSR    | 1974–2010         |                      |                      | 6                                    | ? ref                                | 83°       | 6                    | 730-960 LEO            | 01.45              |
| Cikada                           | doppler.               | SSSR    | 1974–1995         |                      |                      | ?                                    | 0 ref                                | 83°       | 4                    | 965 LEO                | 01:45              |
| GPS                              | kódové                 | USA     | 1978              | 1993                 | 1994                 | 24+3                                 | 31 ref                               | 55°       | 6                    | 20 200 MEO             | 11.58              |
| GLONAS                           | kódové                 | Rusko   | 1982              | 1995                 | 2011                 | 24                                   | 23 ref                               | 65°       | 3                    | 19 100 MEO             | 11.15              |
| DORIS                            | doppler.               | Francie | 1990              |                      |                      | -                                    | 6 ref                                | 35-66-99° | -                    | 560-825-1 340 LEO      | 01.41              |
| Galileo                          | kódové                 | EU      | 2006              | 2016                 | 2020                 | 27+3                                 | 22ref                                | 56°       | 3                    | 23 200 MEO             | 14.05              |
| BeiDou (Compass, Pej-tou)        | kódové                 | Čína    | 2007              |                      | 2020                 | 35                                   | 44                                   | 55°       | 3                    | 31 500 MEO 38 300 IGSO | 12.50              |
| (Poslední změna: 10. června 2021 |                        |         |                   |                      |                      |                                      |                                      |           |                      |                        |                    |

## Historie
Předchůdcem satelitních navigačních systémů byly pozemní rádiové navigační systémy:
- Loran C
- Decca
- Omega

### Vývoj
Některá literatura se zmiňuje o dvou generacích GNSS:
- GNSS-1 Do první generace jsou zařazovány GPS a GLONASS s podpůrnými systémy SBAS, GBAS a LAAS. Tyto systémy byly prioritně vyvinuty pro vojenskou sféru a sekundárně zajišťují stálé globální pokrytí službou pro civilní sektor.
- GNSS-2 Do druhé generace se řadí vyvíjené GNSS jako GPS-III, Galileo, Compass. Zajišťují vysokou přesnost a spolehlivost pro aplikace Safety of Life plnohodnotné pro všechny uživatele.

## Druhy navigací

Geometrické znázornění hledání polohy pomocí těžiště v průniku tří kružnic.

Zjednodušeně lze družicové polohové systémy popsat jako družicový rádiový dálkoměrný systém:
- Dálkoměrný systém dovolí určit naši vlastní polohu na mapě. Základem je naše vzdálenost od dvou známých bodů na mapě, a současně i viděných v krajině. Nutný je dalekohled, který změří naše vzdálenosti od oněch bodů v krajině. Pak se do mapy nakreslí kružnice se středem v jednom a druhém bodě, kde poloměry jsou dané změřenými vzdálenostmi. Vlastní poloha je v průsečíku vzniklých kružnic (průsečíky jsou však dva).
- Rádiový systém pro měření určitého parametru využívá rádiových vln. „Rádiový dálkoměrný“ systém k měření vzdálenosti využívá rádiových vln takto: Do bodu se známou polohou je umístěn vysílač, který vysílá rádiové vlny s časovými značkami. V bodě, jehož poloha se měří, umístíme přijímač, který porovnává časové značky se svými „hodinami“. Tím je možno změřit zpoždění, tj. jak dlouho trvalo rádiové vlně, než k přijímači dorazila. Protože se radiové vlny pohybují známou rychlostí, stačí pro výpočet požadované vzdálenosti vynásobit změřené zpoždění touto rychlostí. Pro určení polohy musí být vzdálenost změřena z více bodů stejně, jako v prvním případě. Výsledná poloha přijímače pak může být vypočítána například pomocí trilaterace nebo multilaterace.
- Družicový je systém označován proto, že body se známou polohou jsou družice obíhající Zemi. Proto musí být v jejich vysílání nejen časové značky, ale i parametry dráhy dané družice, z nichž lze polohu při odeslání zprávy vypočítat. Družicovým systémům předcházely pozemní (například LORAN, Gee, Čajka).

## Rádiové vysílání

Schéma užívaných pásem a nominálních frekvencí GNSS.

Každá družice v různých systémech GNSS vysílá rádiové vlny. Aby se jednotlivé systémy GNSS vzájemně nerušily má každý vyhrazenou frekvenci, případně smluvený způsob vysílání na stejné frekvenci. V rámci jednoho systému GNSS je družic několik desítek a aby bylo možno odlišit jednu od druhé, používá se několik metod:
- kódové – CDMA (Code Division Multiple Access) – každá družice vysílá různé kódy na stejné frekvenci, které se svou charakteristikou blíží náhodnému kódu a proto se označují za PRN (Pseudo Random Noise). Přijímač pak na základě znalosti tohoto kódu najde signál konkrétní družice (například pomocí korelace). Signály ostatních družic s nekorelovaným signálem se pak projevují jako šumové pozadí. Tento přístup využívají například systémy GPS a Galileo.
- frekvenční – FDMA (Frequency Division Multiple Access) – každá družice vysílá stejné kódy na jiné frekvenci, což vyžaduje velký počet volných frekvencí. Nevýhodou jsou vznikající interference vlnění při šíření radiových vln a obtížná interoperabilita mezi různými systémy GNSS. Využívá ho GLONASS.
- časové – TDMA (Time Division Multiple Access) – každá družice vysílá na stejné frekvenci stejné kódy, ale v jiném čase. Tento způsob je komplikovaný na realizaci přijímače (nastavení přesných hodin) a nepoužívá se.

### Rušení signálu
Signál GPS družic je velmi slabý a snadno může být rušen jiným rádiovým provozem (mobilní sítě, rozhlasové vysílání), ale i záměrně v místě vojenských střetů. Stránka Flightradar24 nabízí přehlednou mapu, kde sběrem dat z mnoha letadel jsou zvýrazněna místa, kde je hlášeno více potíží s přesností signálu.

## Určování polohy a času
GNSS systémy jsou obvykle navrženy k jednomu principiálně jednoduchému způsobu výpočtu polohy, přesto je však možno ve speciálních aplikacích uplatnit jiné přístupy:
- Kódová
- Fázová
- Dopplerovská
- Úhloměrná

### Kódová
Měření jsou jednoduchá, spolehlivá a nejčastěji používaná. Na základě časových značek a známé pozice vysílačů (družic) je možno spočítat polohu a čas v místě přijímače.
Po přijetí rádiového signálu jsou v přijímači dekódovány:
1. časové značky při odeslání signálu každé družice {\displaystyle (t)}.
2. polohy každé družice v prostoru, tzv. efemeridy {\displaystyle (x,y,z)}.

Hledáme-li pozici uživatele v prostoru, musíme ji popsat třemi souřadnicemi např. v kartézském systému {\displaystyle ECEF(X,Y,Z)}. Protože čas v přijímači není pro potřeby výpočtu přesný a synchronní, je čas uživatele také proměnná {\displaystyle (T)}. Neznámé jsou tedy {\displaystyle (X,Y,Z,T)} a proto můžeme sestavit 4 rovnice koule {\displaystyle (X-x_{n})^{2}+(Y-y_{n})^{2}+(Z-z_{n})^{2}=[(T-t_{n})c]^{2}} o 4 neznámých, kde {\displaystyle c} je rychlost světla a za předpokladu, že známe {\displaystyle (x,y,z,t)} pro 4 družice {\displaystyle (n=1,2,3,4)}, je řešením rovnice poloha a čas uživatele.
Pro převod do zeměpisných souřadnic a občanského času se využívá definovaných matematických vztahů např. platí: {\displaystyle ECEF(X,Y,Z,T)\to WGS84(lat,lon,HAE,UTC)}, kde:
- lat ~ zeměpisná šířka
- lon ~ zeměpisná délka
- HAE ~ výška nad elipsoidem (Height Above Ellipsoid)
- UTC ~ čas (Coordinated Universal Time)

Pro získání výšky vztažené k hladině moře (MSL, Mean Sea Level) je třeba opravit výšku HAE o hodnotu převýšení geoidu nad elipsoidem. Na území Česka se jedná u WGS 84 řádově o hodnoty −40 až −50m. Výpočetní jednotka GPS přijímače již přibližný model obsahuje a opravu provádí automaticky. Uživatel má obvykle k dispozici obě hodnoty výšek HAE i MSL.
Pro výpočet se používají pouze družice, které jsou nad obzorem výše než limitní hodnota, běžně 5° až 10°. Toto opatření se nazývá elevační maska a používá se proto, že rádiový signál nízko nad obzorem delší dráhou více ovlivňuje atmosféra než družice ve vyšších pozicích a má náchylnost k vícecestnému šíření.
V případě příjmu signálu z více než 4 družic je poloha váženým průměrem, tak aby výhodná geometrická poloha družice a kvalitní radiový signál hrály významnější roli, čímž může být výsledek výrazně stabilnější a přesnější. Pokud jsou ve výpočtu jen 3 družice, je určena poloha pouze na povrchu elipsoidu {\displaystyle (lat,lon,HAE=0,UTC)}, často označovaná jako neplnohodnotná navigace 2D. Pokud jsou ve výpočtu jen 2 družice lze teoreticky určit výšku nad elipsoidem {\displaystyle (lat=0,lon=0,HAE,UTC)}, toto řešení se však nepoužívá, neboť skutečná nadmořská výška je polohově závislá.
Výsledek výpočtu předává přijímač dále ke zpracování pomocí standardizovaných formátů zpráv (NMEA, RTCM, RINEX, SiRF) skrze komunikační rozhraní (Bluetooth, sériový port).

### Fázová
Vychází z možnosti měřit jednotlivé fáze harmonických vln vysílaných družicí a jejich změny. Měření se vyznačují vysokou přesností a nejednoznačností (ambiguity). Nejednoznačnost spočívá v neznámém počátečním celkovém počtu vln mezi družicí a přijímačem. Proto se využívá několik matematických metod, které se snaží najít možné řešení s dostatečnou pravděpodobností nebo se využije přesná informace o poloze z jiného zdroje. Pro výpočet přijímače (rover) se využívají dostupná kódová měření (včetně almanachu a efemerid), dále jsou nezbytné průběžné nebo zpětně aplikované diference z jiného přijímače-základny (base) o známých souřadnicích a sledující stejné družice. S výhodou rychlejšího výpočtu (délka vlny na frekvenci L1=19 cm, L2=24,2 cm) a eliminace atmosférických vlivů pracují přijímače na více frekvencích a s více družicovými systémy. V urbanizovaných krajinách Evropy se s výhodou budují veřejné přijímače fungující jako základny (base) zapojují se do sítí se vzájemnými vzdálenostmi cca 65 km (v Česku např. Czepos, Topnet). Statisticky spolehlivé řešení se označuje jako fixed/static pro něž je třeba nejméně 5 družic jednoho GNSS systému nebo 6 ze dvou systémů plně viditelných z přijímače base i rover, méně spolehlivé float/kinematic. Měření jsou náchylná na přerušení kontinuity signálu a je nutné odstranit všechny systematické chyby jako: ionosférickou a troposférickou refrakci, chybu hodin, nepřesné efemeridy, poloha a orientace fázového centra antény, vícecestné šíření, zastínění výhledu.
Používané metody:
- Statická (Static) - využívá dlouhodobá měření (hodiny až dny) více referenčních přijímačů a postprocesní korekce
- Rychlá statická (Fast static) - pro měření (minuty) je třeba dvojice referenčních dvoufrekvenčních přijímačů, jeden o známých souřadnicích a vyhodnocení postprocesních korekcí
- Stop and go (polokinematická) - měření (sekundy) pracuje na principu jednoho referenčního a jednoho terénního přijímače, který vyhodnocuje fáze i během přesunu mezi měřenými stanovišti
- Kinematická (kinematic) - vyžaduje jeden terénní přijímač, který na počátku vyřeší nejednoznačnosti (inicializace), nebo je schopen ambiguity úspěšně řešit i během přesunu mezi měřenými stanovišti (bez inicializace)
- RTK (Real Time Kinematic) - jedná se o metodu kdy jsou jedním přijímačem v terénu zpracovávány RTCM diferenciální korekce permanentních referenčních stanic získané z geostacionární družice, rádia nebo internetu a to jako:[9]
  - plošné korekce
  - korekce blízké virtuální referenční stanice vypočtené ze síťového řešení
  - měřená data referenční stanice (výpočet korekcí proveden u příjemce)

### Dopplerovská
Měření pracuje na principu zjišťování změny frekvence pro pohybující se zdroj (nebo i příjemce) signálu (dopplerův efekt). Na základě údajů z jedné družice:
- aktuálního orbitu družice
- změna frekvence jejího vysílání proti výchozí
- sledováním dvou frekvencí
- časových značek
- několika měření během jednoho přeletu

lze vypočítat relativní polohu vůči družici ve dvojrozměrném prostoru. Z toho je možno dopočítat následně polohu na Zemi, nebo rychlost. Pro trojrozměrnou pozici je třeba měření z více družic. Vysílání družice lze využít i pro časovou synchronizaci.

### Úhloměrná
Měření vychází z možnosti zaměřovat zdroj signálu (družici) pomocí směrových antén a určit úhly vzhledem vodorovné rovině. Provádí se k více družicím zároveň, nebo k jedné družici v různém čase. Tato metoda se však z důvodu komplikovaného řešení a malé přesnosti nepoužívá.

## Rozšiřující systémy GNSS

### SBAS
SBAS (Satellite Based Augmentation Systems) je obecný název pro systém pozemních monitorovacích rozsáhlejší původnímu monitorovacímu segmentu GNSS, které v reálném čase vyhodnocují aktuální stav kosmického segmentu GNSS (typicky GPS+GLONASS) a stav ionosféry. Vypočítávají korekce těchto vlivů a tato data s malým časovým zpožděním vysílají k uživatelům skrze družice na geostacionární dráze. Geostacionární družice mají čísla #ID nad 32. Nevýhodou systému je umístění družic nad rovníkem (v Česku nízko nad jižním horizontem) se slabým vysílacím výkonem, který určuje použití jen pro leteckou, případně námořní dopravu.
- Globální SBAS jsou komerční produkty:
  - Omnistar
  - StarFire
  - Starfix
- Regionální SBAS jsou obvykle zřizovány vládními organizacemi a jsou volně dostupné (název:plánovaný počet družic):[10][11]
  - WAAS:2 (US), Wide Area Augmentation System
  - EGNOS:3 (EU), European Geostationary Navigation Overlay Service
  - MSAS:2 (Japonsko), MTSAT Satellite-Based Augmentation System
  - GAGAN:1 (Indie), GPS Aided Geo Augmented Navigation
  - CWAAS:? (Kanada), Canadian WAAS
  - SNAS:? (Čína), Satellite Navigation Augmentation System

### GBAS
GBAS (Ground Based Augmentation Systems), označované někdy jako GRAS (Ground-based Regional Augmentation Systems) je obecný název pro systém pozemních referenčních stanic, které v reálném čase vyhodnocují aktuální stav kosmického segmentu GNSS (typicky GPS+GLONASS). Vypočítávají korekce vzhledem ke své absolutní poloze a poskytují je uživatelům pomocí mobilních sítí, radiových vysílání nebo až zpětně pro korekce prováděné po skončení měření.
- Regionální GBAS jsou např.:
  - GRAS (Austrálie)
  - DGPS (USA)
  - WAGE (USA)
  - EUREF (EU)
  - CZEPOS (Česko)
- Místní GBAS, někdy také značené jako LAAS (Local Area Augmentation System), typicky jako osamělé referenční stanice, např. u letišť, dolů, rozsáhlých staveb

### IGS
IGS (International GNSS Service) je mezinárodní organizace, která sleduje a vyhodnocuje kosmické segmenty GNSS. Klíčovými produkty tří stovek stanic jsou zpětně dopočtené a velmi přesné:
- efemeridy družic GPS/GLONASS ~5 cm/15 cm (predikce v navigační zprávě GPS: ~160 cm)
- přesné korekce pro palubní hodiny GPS ~0,1ns (predikce v navigační zprávě GPS: ~7ns)
- ionosférické a troposférické zpoždění
- 3D souřadnice monitorovacích stanic ~3mm a jejich pohyb ~2mm/rok
- parametry rotace Země (Earth Rotation Parameters)

### ILRS
ILRS (International Laser Ranging Service) je vyvíjená služba umožňující nezávislé zjišťování polohy družic na oběžné dráze za pomoci laserových měřidel (bez ohledu na vysílaný rádiový signál). Pro měření je nutné vybavit družici odražečem a jejich nasazení je plánované pro GNSS II. generace. Realizovaná řešení:
| GNSS    | počet vybavených družic         | popis                                                         |
| ------- | ------------------------------- | ------------------------------------------------------------- |
| GLONASS | 51 (od roku 1990, od č. 40-108) | délka úhlopříčky zrcadla 60 cm                                |
| GPS     | 2 (PRN 05 a 06)                 | 10 kg, 32 buněk; délka úhlopříčky zrcadla 20 cm               |
| Galileo | 3 (GIOVE-A, B, A2)              | 76/67 buněk; 30×40 cm/30×30 cm                                |
| Compass | 1 (M1)                          | 2,5 kg; 42 buněk; efektivní odrazivá plocha 360 cm², 32×28 cm |

## Regionální NSS
Regionální navigační družicové systémy často doplňují GNSS nebo jsou jeho vývojový předstupeň.
- QZSS (Quasi-Zenith Satellite System in Japan): Japonsko, 4 družice, zprovoznění v roce 2018
- IRNSS (Indian Regional Navigation Satellite System): Indie, 7 družic, zprovoznění červen 2016
- BeiDou: Čína, realizován (globální služba je plánována na rok 2020)